# Уингфилд, Ричард, 3-й виконт Пауэрскорт
Ричард Уингфилд, 3-й виконт Пауэрскорт (англ. Richard Wingfield, 3th Viscount Powerscourt; 24 декабря 1730 — 8 августа 1788) — англо-ирландский политик и пэр.

## Биография
Ричард Уингфилд был крещен 24 декабря 1730 года. Младший сын Ричарда Уингфилда, 1-го виконта Пауэрскорта (1697—1751), и Дороти Бересфорд Роули (? — 1785). Он получил образование в Тринити-колледже Дублинского университета и был принят в Миддл-Темпл в 1746 году.
Ричард Уингфилд заседал в Ирландской палате общин от графства Уиклоу в 1761—1764 годах.
6 мая 1764 года после смерти своего бездетного старшего брата, Эдварда Уингфилда, 2-го виконта Пауэрскорта (1730—1788), Ричард Уингфилд унаследовал титулы 3-го виконта Пауэрскорта из Пауэрскорта в графстве Уиклоу (Пэрство Ирландии) и 3-го барона Уингфилда из Уингфилда в графстве Уэксфорд (Пэрство Ирландии), став членом Ирландской палаты лордов.
Он жил в Пауэрскорт-хаусе в Дублине.

## Личная жизнь
7 сентября 1760 года Ричард Уингфилд женился на леди Амелии Стратфорд (? — 11 октября 1831), дочери Джона Стратфорда, 1-го графа Олдборо, и Марты О’Нил. У супругов было шестеро детей:
- Достопочтенная Эмилия Уингфилд (? — 6 июня 1840)[1], в 1817 году она вышла замуж за майора Роберта Дина Спреда
- Достопочтенная Марта Уингфилд (? — 13 сентября 1840)
- Достопочтенная Гарриет Уингфилд (? — 1800)
- Ричард Уингфилд, 4-й виконт Пауэрскорт (29 октября 1762 — 19 июля 1809)[1], старший сын и преемник отца.
- Подполковник Достопочтенный Джон Уингфилд-Стратфорд (2 августа 1772 — 9 августа 1850)[1], в 1797 году он женился первым браком на Фрэнсис Бартоломью, от брака с которой у него было трое детей. В 1833 году он вторично женился на Гарриет Грант.
- Полковник Достопочтенный Эдвард Уингфилд (2 августа 1772 — 24 августа 1859)[1], в 1797 году он женился на Гарриет Эстер Вестерна, от брака с которой у него была одна дочь.

Виконт Пауэрскорт скончался 8 августа 1788 года в возрасте 57 лет. Ему наследовал его старший сын Ричард.